# Schulstraße 2 (Niederndodeleben)

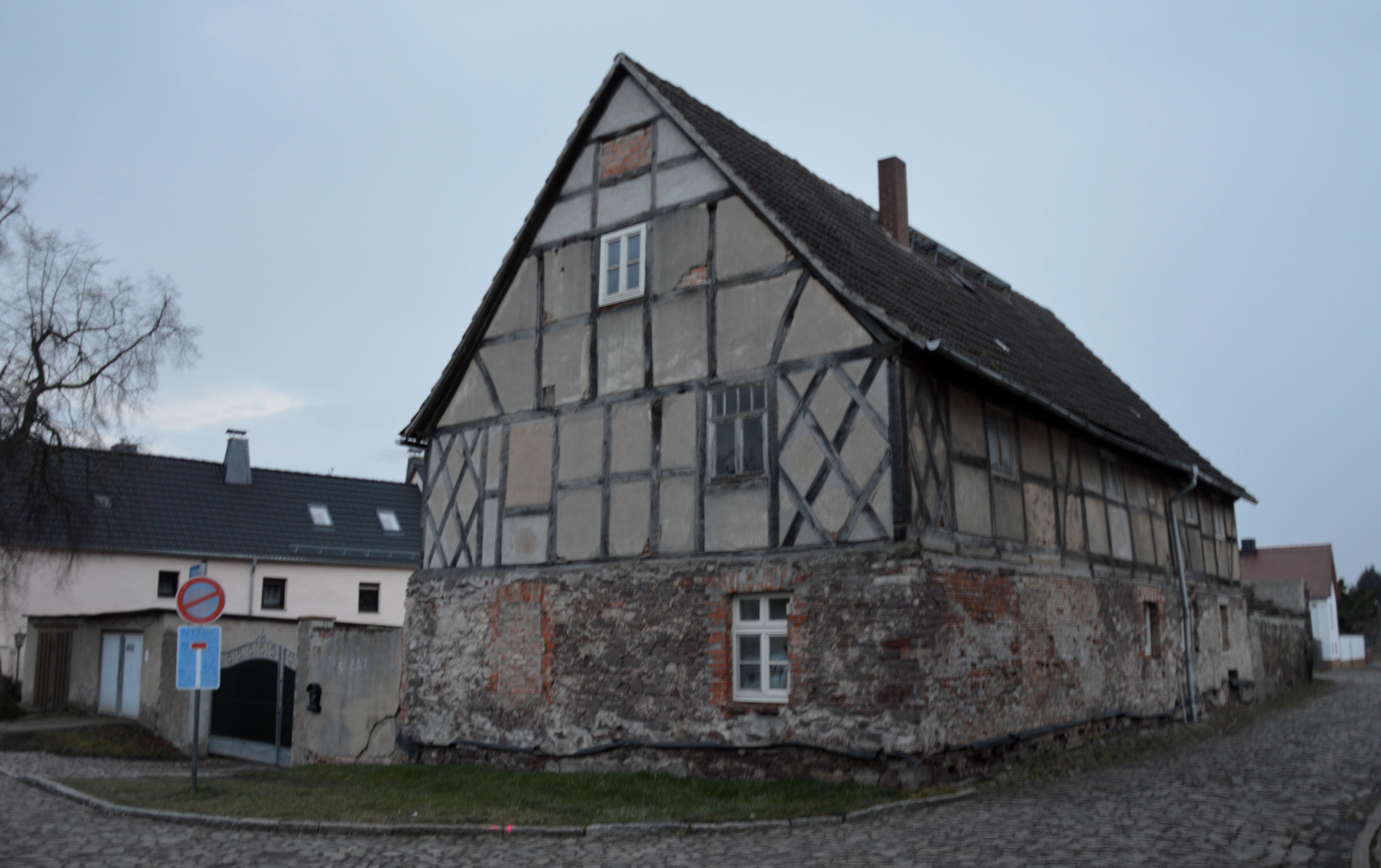
Wohnhaus Schulstraße 2

Das Haus Schulstraße 2 ist ein denkmalgeschütztes Wohnhaus in der Gemeinde Hohe Börde in Sachsen-Anhalt.

## Lage
Es befindet sich im Ortsteil Niederndodeleben auf der Westseite der Schulstraße, in einer Ecklage unmittelbar an der Einmündung auf die Straße Berendseen. Gegenüber befindet sich das gleichfalls denkmalgeschützte ehemalige Postamt Niederndodeleben.

## Architektur und Geschichte
Das zweigeschossige Fachwerkhaus entstand in der Zeit um 1700. Die Fassade des auf einem massiven Sockel errichteten Gebäudes wird von einem Zierfachwerk geprägt. An den Ecken des Hauses finden sich Rautenkreuze. Bedeckt wird der Bau von einem Satteldach. Eine zum Anwesen gehörende Scheune ist ebenfalls in Fachwerkbauweise erstellt.
Das Wohnhaus gilt als weitgehend unverändert erhaltenes Zeugnis der dörflichen Bebauung und aufgrund seiner Lage als städtebaulich bedeutsam.
Im örtlichen Denkmalverzeichnis ist das Wohnhaus unter der Erfassungsnummer 094 75413 als Baudenkmal eingetragen.